# Friedrich Münzer
Friedrich Münzer (Oppeln, Silezië (het huidige Opole), 22 april 1868 - Theresienstadt, 20 oktober 1942) was een Duitse klassieke filoloog, die er voor bekendstaat een grote bijdrage aan de ontwikkeling van de prosopografie te hebben geleverd. Met name het bestuderen hoe familierelaties in het Romeinse Rijk van invloed waren op het innemen van posities in politieke geschillen had zijn aandacht.
Voorts heeft hij biografieën geschreven voor de Pauly-Wissowa, een encyclopedie over de oudheid.
Vanwege zijn Joodse afkomst werd hij midden 1942 in het concentratiekamp Theresienstadt vastgezet. Zijn geadopteerde dochter Margerete wist te bewerkstelligen dat hij zou worden vrijgelaten maar voordat het zover kwam, overleed hij aldaar aan enteritis.

## Werken
- De Gente Valeria (1891)
- Die Entstehung der Historien des Tacitus (1901)
- Cacus der Rinddieb (1911)
- Römische Adelsparteien und Adelsfamilien (1920),
- Die Entstehung des römischen Principats (1927)